# Polymer Chemistry
Polymer Chemistry (abrégé en Polym. Chem.) est une revue scientifique à comité de lecture. Ce mensuel publie des articles de recherches originales dans le domaine de la chimie des polymères. Le directeur de publication est Christopher Barner-Kowollik (Université de technologie du Queensland, Australie).